# Blepharizonia
Blepharizonia, es un género de plantas con flores perteneciente a la familia  Asteraceae.  Comprende 2 especies descritas y  aceptadas.

## Taxonomía
El género fue descrito por (A.Gray) Greene y publicado en Bulletin of the California Academy of Sciences 1(4D): 279. 1885. La especie tipo es:  Blepharizonia plumosa (Kellogg) Greene
Etimología
Blepharizonia: nombre genérico que proviene de las palabras griegas blepharis = "pestañas" y zona = "cinturón o anillo", tal vez en alusión a los anillos de escamas ciliadas del vilano, o de los nombres genéricos Blepharipappus y Hemizonia, aludiendo a la semejanza entre ellos.

## Especies
A continuación se brinda un listado de las especies del género Blepharizonia aceptadas hasta julio de 2012, ordenadas alfabéticamente. Para cada una se indica el nombre binomial seguido del autor, abreviado según las convenciones y usos.
- Blepharizonia laxa Greene
- Blepharizonia plumosa (Kellogg) Greene